# Tỉnh trưởng Chính phủ Nhân dân tỉnh Cam Túc
Tỉnh trưởng Chính phủ Nhân dân tỉnh Cam Túc (tiếng Trung: 甘肃省人民政府省长, bính âm: Gān Sù shěng rénmín zhèngfǔ shěng zhǎng, Cam Túc tỉnh Nhân dân Chính phủ Tỉnh trưởng) được bầu cử bởi Đại hội Đại biểu nhân dân tỉnh Cam Túc, lãnh đạo bởi thành viên của Đảng Cộng sản Trung Quốc. Cán bộ, công chức lãnh đạo, là Tỉnh trưởng Chính phủ Nhân dân tỉnh Cam Túc có cấp bậc Bộ trưởng, thường là Ủy viên Ủy ban Trung ương Đảng Cộng sản Trung Quốc các khóa. Tỉnh trưởng Chính phủ Nhân dân là lãnh đạo thứ hai của tỉnh, đứng sau Bí thư Tỉnh ủy. Tỉnh trưởng Chính phủ Nhân dân tỉnh Cam Túc đồng thời là Phó Bí thư Tỉnh ủy tỉnh Cam Túc.
Trong lịch sử Cộng hòa Nhân dân Trung Hoa, chức vụ Tỉnh trưởng Chính phủ Nhân dân tỉnh Cam Túc có các tên gọi là Chủ tịch Chính phủ Nhân dân tỉnh Cam Túc (1949 – 1955), Tỉnh trưởng Ủy ban Nhân dân tỉnh Cam Túc (1955 – 1967), Chủ nhiệm Ủy ban Quân Giải phóng Nhân dân Trung Quốc Kiểm soát tỉnh Cam Túc (1967 – 1968), Chủ nhiệm Ủy ban Cách mạng tỉnh Cam Túc (1968 – 1979), và Tỉnh trưởng Chính phủ Nhân dân tỉnh Cam Túc (1979 đến nay). Tất cả các tên gọi này dù khác nhau nhưng cùng có ý nghĩa là Thủ trưởng Hành chính tỉnh Cam Túc, tức nghĩa Tỉnh trưởng Chính phủ Nhân dân tỉnh Cam Túc hiện nay.
Tỉnh trưởng Chính phủ Nhân dân tỉnh Cam Túc hiện tại là đồng chí Nhậm Chấn Hạc.

## Lịch sử
Từ năm 1949 tính đến hiện tại, Chính phủ Nhân dân tỉnh Cam Túc có 17 Thủ trưởng. Trụ sở của cơ quan đặt tại tỉnh lỵ, thành phố Lan Châu. Năm 1949, Chính phủ Nhân dân tỉnh Cam Túc được thành lập, đứng đầu là Chủ tịch. Các Chủ tịch gồm Vương Thế Thái (王世泰. 1910 – 2008) giai đoạn 1949 – 1950, Đặng Bảo San (鄧寶珊. 1894 – 1968) giai đoạn 1950 – 1955. Trong đó Đặng Bảo San làm Thủ trưởng cơ quan hành chính tỉnh Cam Túc 17 năm, từ 1950 đến 1967. Vào tháng 10 năm 1958, cơ quan được đổi tên thành Ủy ban Nhân dân tỉnh Cam Túc.
Năm 1967, tỉnh Cam Túc được quản lý bởi Ủy ban Quân Giải phóng Nhân dân Trung Quốc kiểm soát tỉnh Cam Túc. Năm 1968, cơ quan được đổi thành Ủy ban Cách mạng tỉnh Cam Túc. Thủ trưởng giai đoạn này là Tiển Hằng Hán (冼恒汉. 1911 – 1991), người Tráng, Trung tướng Giải phóng quân Nhân dân Trung Quốc, lãnh đạo từ (1967 – 1977) và Tống Bình (1977 – 1979).
Tháng 11 năm 1979, Ủy ban Cách mạng tỉnh Cam Túc bị bãi bỏ và Chính phủ Nhân dân tỉnh Cam Túc được tái lập. Các Tỉnh trưởng Chính phủ Nhân dân tỉnh Cam Túc gồm có Phùng Ký Tân (冯纪新. 1915 – 2005) giai đoạn (1979 – 1981), Lý Đăng Doanh (李登瀛. 1914 – 1996) giai đoạn (1981 – 1983), Trần Quang Nghị (陈光毅. 1933) giai đoạn (1983 – 1986), Cổ Chí Kiệt (贾志杰. 1935) giai đoạn (1986 – 1993), Diêm Hải Vượng (阎海旺. 1939) giai đoạn (1993), Trương Ngô Nhạc (张吾乐. 1937) giai đoạn (1993 – 1996), Tôn Anh (孙英. 1936) giai đoạn (1996 – 1998), Tống Chiếu Túc (1998 – 2001), Lục Hạo (陆浩. 1947) giai đoạn (2001 – 2006), Từ Thủ Thịnh (2006 – 2010), Lưu Vĩ Bình (2010 – 2016), Lâm Đạc (林鐸. 1956) giai đoạn (2016 – 2017) và Đường Nhân Kiện (2017 – nay). Lâm Đạc hiện đang là Bí thư Tỉnh ủy tỉnh Cam Túc, Đường Nhân Kiện đương nhiệm Tỉnh trưởng Chính phủ Nhân dân tỉnh Cam Túc. Cả hai đều là Ủy viên Ủy ban Trung ương Đảng Cộng sản Trung Quốc khóa XIX.
Trong sô 17 Thủ trưởng tỉnh Cam Túc, có 12 vị từng được bổ nhiệm làm Bí thư Tỉnh ủy, chín vị từng là Bí thư Tỉnh ủy tỉnh Cam Túc. Chỉ có một vị Lãnh đạo quốc gia từng giữ vị trí Thủ trưởng tỉnh, đó là Tống Bình (宋平. 1917), lãnh đạo thế hệ cũ cuối cùng còn sống, nguyên Ủy viên Ban Thường vụ Bộ Chính trị Đảng Cộng sản Trung Quốc (vị trí thứ năm), nguyên Bí thư thường vụ Ban Bí thư Ủy ban Trung ương Đảng Cộng sản Trung Quốc, nguyên Trưởng Ban Tổ chức Trung ương Đảng Cộng sản Trung Quốc, Ủy viên Quốc vụ viện Cộng hòa Nhân dân Trung Hoa, Chủ nhiệm Ủy ban Cải cách và Phát triển Quốc gia Cộng hòa Nhân dân Trung Hoa.

## Danh sách Tỉnh trưởng Chính phủ Nhân dân tỉnh Cam Túc
Từ năm 1949 tính đến hiện tại, Chính phủ Nhân dân tỉnh Cam Túc có 17 Tỉnh trưởng Chính phủ Nhân dân.
| STT                                                      | Đồng chí                                               | Quê quán                                               | Sinh năm                                               | Nhiệm kỳ                                               | Chức vụ về sau (gồm hiện) | Chức vụ trước, tình trạng                                                |
| Chủ tịch Chính phủ Nhân dân tỉnh Cam Túc (1949 – 1955)   | Chủ tịch Chính phủ Nhân dân tỉnh Cam Túc (1949 – 1955) | Chủ tịch Chính phủ Nhân dân tỉnh Cam Túc (1949 – 1955) | Chủ tịch Chính phủ Nhân dân tỉnh Cam Túc (1949 – 1955) | Chủ tịch Chính phủ Nhân dân tỉnh Cam Túc (1949 – 1955) | Chủ tịch Chính phủ Nhân dân tỉnh Cam Túc (1949 – 1955) | Chủ tịch Chính phủ Nhân dân tỉnh Cam Túc (1949 – 1955)                   |
| -------------------------------------------------------- | ------------------------------------------------------ | ------------------------------------------------------ | ------------------------------------------------------ | ------------------------------------------------------ | --- | ------------------------------------------------------------------------ |
| 1                                                        | Vương Thế Thái                                         | Lạc Xuyên, Thiểm Tây                                   | 1910 – 2008                                            | 07/1949 – 01/1950                                      | Nguyên Ủy viên Ủy ban Cố vấn Trung ương Đảng Cộng sản Trung Quốc. | Tỉnh trưởng đầu tiên Cam Túc. Qua đời năm 1992 tại Hải Khẩu.             |
| 2                                                        | Đặng Bảo San                                           | Thiên Thủy, Cam Túc                                    | 1894 – 1968                                            | 01/1950 – 02/1955                                      | Nguyên Trung ướng Quân Cách mạng Trung Hoa Dân Quốc (sau đó chuyển phe), Nguyên Tỉnh trưởng Chính phủ Nhân dân tỉnh Cam Túc. | Ông từng làm Tỉnh trưởng Cam Túc 17 năm. Qua đời năm 1968 tại Bắc Kinh.  |
| Tỉnh trưởng Ủy ban Nhân dân tỉnh Cam Túc (1955 – 1967)   |                                                        |                                                        |                                                        |                                                        | |                                                                          |
| 2                                                        | Đặng Bảo San                                           | Thiên Thủy, Cam Túc                                    | 1894 – 1968                                            | 02/1955 – 05/1967                                      | Nguyên Trung ướng Quân Cách mạng Trung Hoa Dân Quốc (sau đó chuyển phe), Nguyên Tỉnh trưởng Chính phủ Nhân dân tỉnh Cam Túc. | Ông từng làm Tỉnh trưởng Cam Túc 17 năm. Qua đời năm 1968 tại Bắc Kinh.  |
| Chủ nhiệm Ủy ban Cách mạng tỉnh Cam Túc (1967 – 1979)    |                                                        |                                                        |                                                        |                                                        | |                                                                          |
| 3                                                        | Tiển Hằng Hán                                          | Điền Dương, Quảng Tây                                  | 1911 – 1991                                            | 05/1967 – 01/1977                                      | Trung tướng Giải phóng quân Nhân dân Trung Quốc, Nguyên Bí thư Tỉnh ủy tỉnh Cam Túc. | Qua đời năm 1991 ở Lan Châu.                                             |
| 4                                                        | Tống Bình                                              | Nhật Chiếu, Sơn Đông                                   | 1917 –                                                 | 01/1977 – 12/1979                                      | Nguyên Ủy viên Ban Thường vụ Bộ Chính trị Đảng Cộng sản Trung Quốc (vị trí thứ năm), Nguyên Trưởng Ban Tổ chức Trung ương Đảng Cộng sản Trung Quốc, Nguyên Bí thư thường vụ Ban Bí thư Ủy ban Trung ương Đảng Cộng sản Trung Quốc, Nguyên Ủy viên Quốc vụ viện Cộng hòa Nhân dân Trung Hoa, Nguyên Chủ nhiệm Ủy ban Cải cách và Phát triển Quốc gia Cộng hòa Nhân dân Trung Hoa, Nguyên Bí thư Tỉnh ủy tỉnh Cam Túc. | Lãnh đạo quốc gia (1989 – 1992).                                         |
| Tỉnh trưởng Chính phủ Nhân dân tỉnh Cam Túc (1979 – nay) |                                                        |                                                        |                                                        |                                                        | |                                                                          |
| 5                                                        | Phùng Ký Tân                                           | Kim Trại, An Huy                                       | 1915 – 2005                                            | 12/1979 – 01/1981                                      | Nguyên Bí thư thứ nhất Tỉnh ủy tỉnh Cam Túc, Nguyên Bí thư Tỉnh ủy tỉnh Hắc Long Giang, Nguyên Ủy viên Ủy ban Cố vấn Trung ương Đảng Cộng sản Trung Quốc. | Qua đời năm 2005 tại Bắc Kinh.                                           |
| 6                                                        | Lý Đăng Doanh                                          | Thần Mộc Thiểm Tây                                     | 1914 – 1996                                            | 01/1981 – 04/1983                                      | Nguyên Bí thư Tỉnh ủy tỉnh Cam Túc, Nguyên Ủy viên Ủy ban Cố vấn Trung ương Đảng Cộng sản Trung Quốc. | Qua đời năm 1996 tại Bắc Kinh.                                           |
| 7                                                        | Trần Quang Nghị                                        | Phủ Điền, Phúc Kiến                                    | 1933 –                                                 | 04/1983 – 05/1986                                      | Nguyên Bí thư Tỉnh ủy tỉnh Phúc Kiến, Nguyên Cục trưởng Cục Hàng không Dân dụng Trung Quốc. | Trước đó là Phó Bí thư Tỉnh uỷ tỉnh Cam Túc.                             |
| 8                                                        | Cổ Chí Kiệt                                            | Tùng Nguyên Cát Lâm                                    | 1935 –                                                 | 05/1986 – 01/1993                                      | Nguyên Bí thư Tỉnh ủy tỉnh Hồ Bắc. | Trước đó là Phó Bí thư Tỉnh uỷ tỉnh Cam Túc.                             |
| 9                                                        | Diêm Hải Vượng                                         | Trịnh Châu, Hà Nam                                     | 1939 –                                                 | 01/1993 – 09/1993                                      | Nguyên Bí thư Tỉnh ủy tỉnh Cam Túc, Nguyên Phó Thống đốc Ngân hàng Nhân dân Trung Quốc. | Trước đó là Phó Bí thư Tỉnh uỷ tỉnh Cam Túc.                             |
| 10                                                       | Trương Ngô Nhạc                                        | Bảo Định, Hà Bắc                                       | 1937 –                                                 | 09/1993 – 07/1996                                      | Nguyên Ủy viên thường vụ Ủy ban Toàn quốc Hội nghị Hiệp thương Chính trị Nhân dân Trung Quốc. | Trước đó là Phó Bí thư Tỉnh uỷ tỉnh Cam Túc.                             |
| 11                                                       | Tôn Anh                                                | Thiên Tân                                              | 1936 –                                                 | 08/1996 – 04/1998                                      | Nguyên Bí thư Tỉnh ủy tỉnh Cam Túc, Nguyên Chủ nhiệm Văn phòng Nghiên cứu lịch sử Đảng Cộng sản Trung Quốc. | Trước đó là Phó Bí thư Tỉnh uỷ tỉnh Cam Túc.                             |
| 12                                                       | Tống Chiếu Túc                                         | Nam Dương, Hà Nam                                      | 1941 –                                                 | 04/1998 – 01/2001                                      | Nguyên Bí thư Tỉnh ủy tỉnh Cam Túc, Nguyên Ủy viên Ủy ban Thường vụ Đại hội đại biểu Nhân dân toàn quốc Cộng hòa Nhân dân Trung Hoa. | Trước đó là Phó Bí thư Tỉnh uỷ tỉnh Hà Nam.                              |
| 13                                                       | Lục Hạo                                                | Xương Lê, Hà Bắc                                       | 1947 –                                                 | 01/2001 – 10/2006                                      | Nguyên Bí thư Tỉnh ủy tỉnh Cam Túc. | Trước đó là Bí thư Thị ủy Lan Châu.                                      |
| 14                                                       | Từ Thủ Thịnh                                           | Như Đông, Giang Tô                                     | 1953 –                                                 | 10/2006 – 07/2010                                      | Nguyên Bí thư Tỉnh ủy tỉnh Hồ Nam, Nguyên Tỉnh trưởng Chính phủ Nhân dân tỉnh Hồ Nam. | Trước đó là Phó Thường trực Tỉnh trưởng Chính phủ Nhân dân tỉnh Cam Túc. |
| 15                                                       | Lưu Vĩ Bình                                            | Phú Cẩm, Hắc Long Giang                                | 1953 –                                                 | 07/2010 – 04/2016                                      | Nguyên Phó Viện trưởng Viện Khoa học Trung Quốc. | Trước đó là Phó Bí thư Tỉnh uỷ tỉnh Thanh Hải.                           |
| 16                                                       | Lâm Đạc                                                | Thượng Hải                                             | 1956 –                                                 | 04/2016 – 04/2017                                      | Ủy viên Ủy ban Trung ương Đảng Cộng sản Trung Quốc khóa XIX, Bí thư Tỉnh ủy tỉnh Cam Túc, Chủ nhiệm Ủy ban Thường vụ Đại hội Đại biểu Nhân dân tỉnh Cam Túc. | Trước đó là Bí thư Ủy ban Chính Pháp tỉnh Hắc Long Giang.                |
| 17                                                       | Đường Nhân Kiện                                        | Trùng Khánh                                            | 1962 –                                                 | 04/2017 –                                              | Ủy viên Ủy ban Trung ương Đảng Cộng sản Trung Quốc khóa XIX, Bộ trưởng Bộ Nông nghiệp và Nông thôn Trung Quốc. | Trước đó là Phó Chủ nhiệm Văn phòng Ủy ban Tài chính Kinh tế Trung ương. |
| 18                                                       | Nhậm Chấn Hạc                                          | Ân Thi, Hồ Bắc                                         | 1964                                                   | 12/2020                                                | Phó Bí thư Tỉnh ủy tỉnh Cam Túc, Tỉnh trưởng Chính phủ Nhân dân tỉnh Cam Túc. | Phó Bí thư chuyên chức Tỉnh ủy tỉnh Giang Tô.                            |

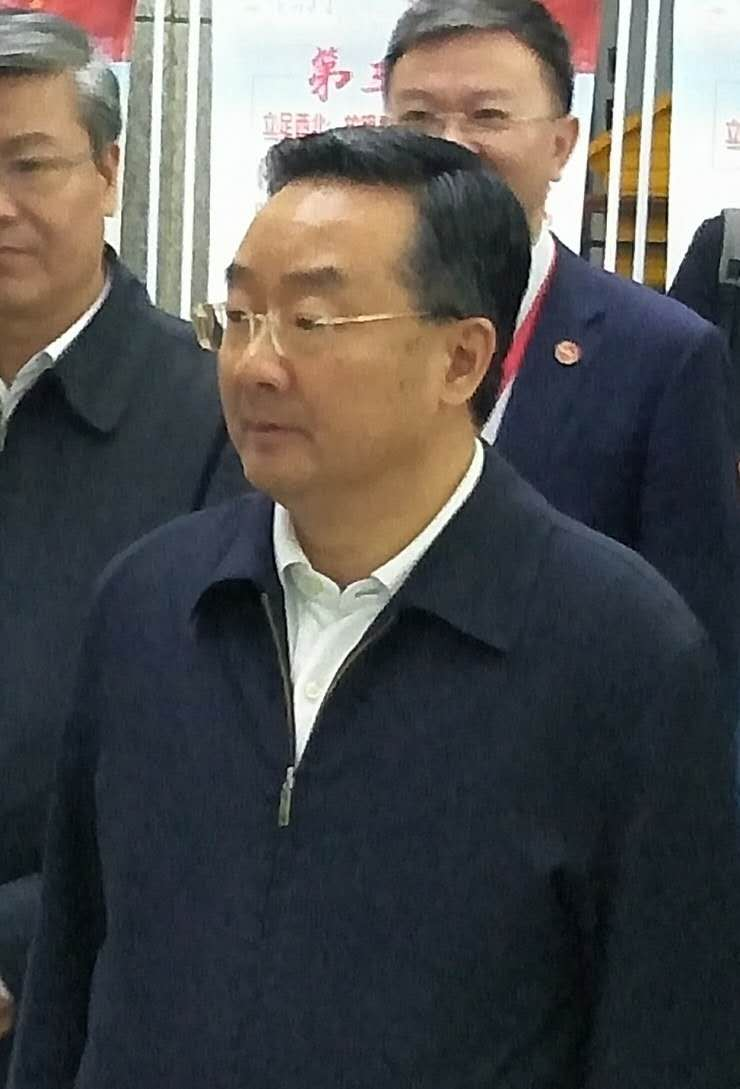
Đường Nhân Kiện (1962 –), Ủy viên Ủy ban Trung ương Đảng khóa XIX, đương nhiệm Tỉnh trưởng Chính phủ Nhân dân tỉnh Cam Túc.
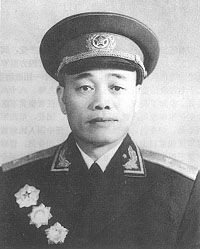
Tiển Hằng Hán (1914 – 1991), Trung tướng Giải phóng quân Nhân dân Trung Quốc, nguyên Bí thư Tỉnh ủy tỉnh Cam Túc, nguyên Tỉnh trưởng Chính phủ Nhân dân tỉnh Cam Túc (1967 – 1977).
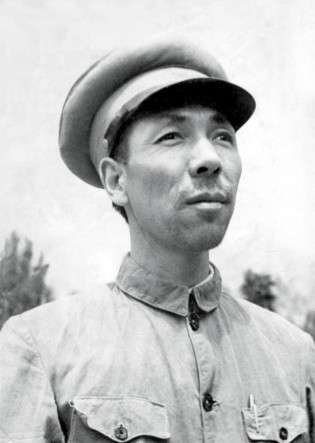
Vương Thế Thái (1910 – 2008), nguyên Chủ tịch Chính phủ Nhân dân tỉnh Cam Túc đầu tiên (1949 – 1950).

## Tên gọi khác
Chủ tịch Chính phủ Nhân dân tỉnh Cam Túc (1949 – 1955)

Cam Túc

- Vương Thế Thái, nguyên Chủ tịch Chính phủ Nhân dân tỉnh Cam Túc (1949 – 1950).
- Đặng Bảo San, nguyên Chủ tịch Chính phủ Nhân dân tỉnh Cam Túc (1950 – 1955).

Tỉnh trưởng Ủy ban Nhân dân tỉnh Cam Túc (1955 – 1967)
- Đặng Bảo San, nguyên Chủ tịch Chính phủ Nhân dân tỉnh Cam Túc (1955 – 1967).

Chủ nhiệm Ủy ban Quân Giải phóng Nhân dân Trung Quốc Kiểm soát tỉnh Cam Túc (1967 – 1968)
- Tiển Hằng Hán, Trung tướng Giải phóng quân Nhân dân Trung Quốc, nguyên Chủ nhiệm Ủy ban Quân Giải phóng Nhân dân Trung Quốc kiểm soát tỉnh Cam Túc (1967 – 1968).

Chủ nhiệm Ủy ban Cách mạng tỉnh Cam Túc (1968 – 1979)
- Tiển Hằng Hán, Trung tướng Giải phóng quân Nhân dân Trung Quốc, nguyên Chủ nhiệm Ủy ban Cách mạng tỉnh Cam Túc (1968 – 1977).
- Tống Bình, nguyên Chủ nhiệm Ủy ban Cách mạng tỉnh Cam Túc (1977 – 1979).

## Các lãnh đạo quốc gia

Bản đồ Cam Túc

Trong quãng thời gian từ năm 1950 đến nay, Chính phủ Nhân dân tỉnh Cam Túc có một lãnh đạo quốc gia từng làm Tỉnh trưởng Chính phủ Nhân dân từ năm 1977 – 1979. Đó là đồng chí Tống Bình, lãnh đạo cũ duy nhất còn sống và đã 102 tuổi năm 2019.
- Tống Bình (1917 –), nguyên Lãnh đạo quốc gia (1989 – 1992), nguyên, nguyên Ủy viên Ban Thường vụ Bộ Chính trị Đảng Cộng sản Trung Quốc (vị trí thứ năm), nguyên Trưởng Ban Tổ chức Trung ương Đảng Cộng sản Trung Quốc, nguyên Bí thư thường vụ Ban Bí thư Ủy ban Trung ương Đảng Cộng sản Trung Quốc, nguyên Ủy viên Quốc vụ viện Cộng hòa Nhân dân Trung Hoa, nguyên Chủ nhiệm Ủy ban Cải cách và Phát triển Quốc gia Cộng hòa Nhân dân Trung Hoa.

Bên cạnh đó, tỉnh Cam Túc không có lãnh đạo cao cấp nào từng làm Tỉnh trưởng Chính phủ Nhân dân tỉnh.